# Maria Bello
Maria Elena Bello (Norristown, Pennsilvània, 18 d'abril de 1967) és una actriu i cantant estatunidenca, coneguda pels seus papers en films com Coyote Ugly, Coneixent Jane Austen, Permanent Midnight, Gràcies per fumar, Una història de violència, Payback i La mòmia: La tomba de l'emperador drac, i pel seu paper com la Dra. Anna Del Amico en la sèrie ER.

## Biografia
Bello és filla de Kathy, mestra i infermera d'escola, i Joe Bell, contractista. És d'ascendència italiana per part del seu pare i polonesa per part de la seva mare. Va créixer en una família catòlica de classe obrera i es va graduar en la Archbishop Carroll High School (de Radnor, Pennsilvània). Després de la secundària va anar a la Universitat Villanova, per estudiar ciències polítiques. Tenia intencions de ser advocada, però, només per diversió, va assistir a classes d'actuació durant el seu últim any. Poc després va ser triada per actuar en obres off-Broadway, com The Killer Inside Me, Small Town Gals With Big Problems i Urban Planning. Més tard treballaria com a convidada en episodis de sèries de televisió com The Commish (1991), Nowhere Man (1995), Misery Loves Company (1995) Due South (1994) i ER (1997–98).

## Carrera
Un dels seus primers grans passos com a actriu va ser quan els productors Kerry Lenhart i John J. Sakmar li van donar el paper de Mrs. Smith en la sèrie d'espies Mr. & Mrs. Smith, que seria cancel·lada després de només vuit setmanes a l'aire. Després va arribar un breu paper com convidada en ER, interpretant a la Dra. Anna Del Amico, actuant en els últims tres episodis de la tercera temporada. Bello va romandre en la sèrie durant una temporada com a membre habitual del repartiment i va abandonar després de la quarta temporada. Una de les seves primeres incursions al cinema va ser amb un rol en Coyote Ugly (2000). Ha estat nominada al premi Globus d'Or en dues ocasions: com a millor actriu de repartiment per The Cooler (2003) i com a millor actriu per Una història de violència (2005). També va protagonitzar Coneixent Jane Austen, interpretant Jocelyn.
Va interpretar Evelyn en La mòmia: La tomba de l'emperador drac, en lloc de l'actriu britànica Rachel Weisz, que va fer aquest paper en les dues anteriors pel·lícules.

## Vida privada

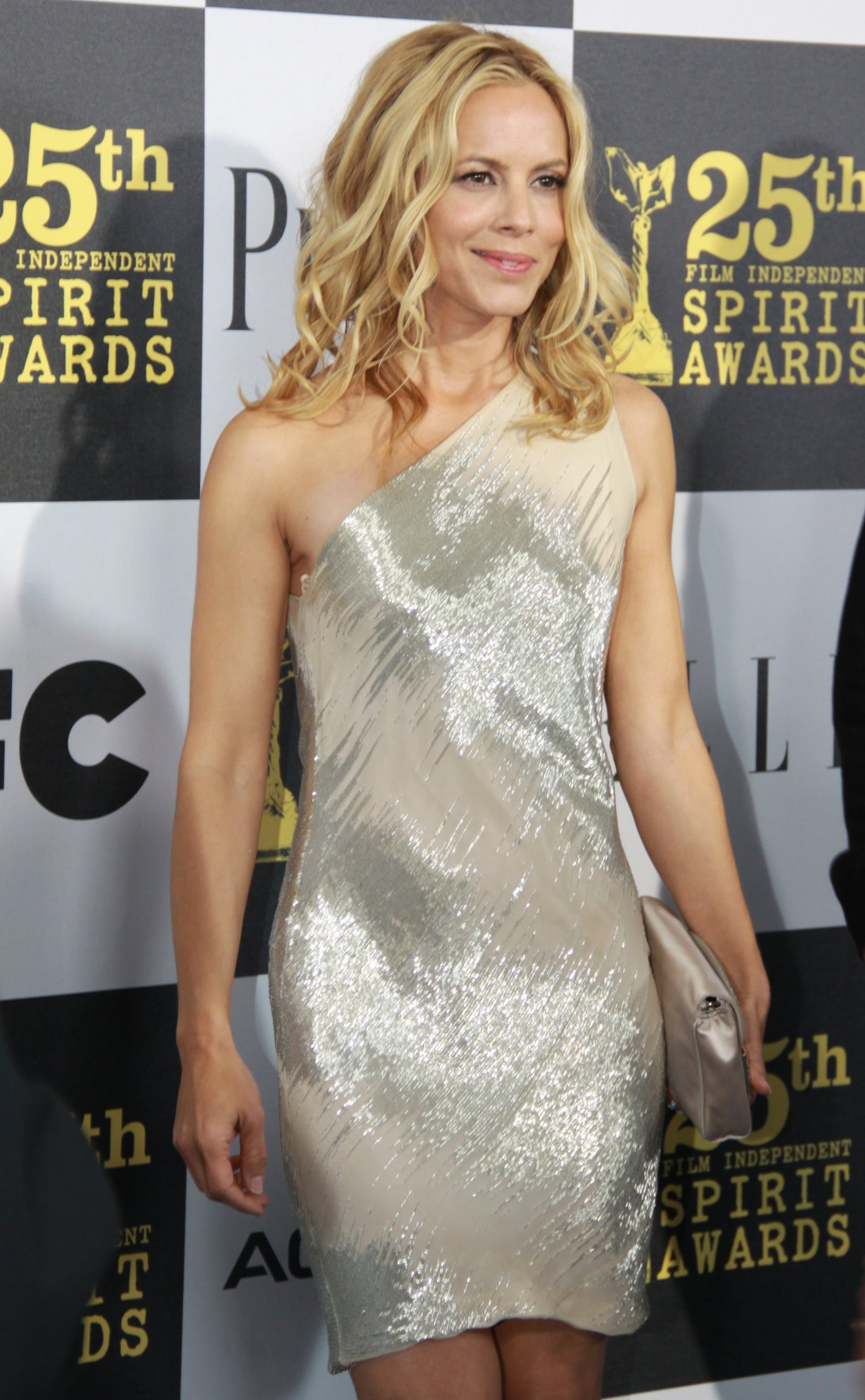
Maria Bello, 2010.

Bello va mantenir una relació sentimental amb Dan McDermott, amb qui va tenir el seu fill Jackson. A través d'un article publicat en el diari The New York Times, el 29 de novembre de 2013 Bello va fer oficial que mantenia una relació de parella amb una dona, Clare Munn.
El 2015 va publicar el llibre Whatever... Love Is Love: Questioning the Labels We Give Ourselves, on qüestionava les etiquetes i n'explorava els límits.
Cinc anys més tard va fer la seva primera aparició en públic amb la seva nova parella, la xef francesa Dominique Crenn, la nit de la cerimònia dels Oscars. L'any 2019 es van comprometre mentre eren de vacances a París i el maig del 2024 es van casar a Cabo San Lucas (Mèxic).

## Filmografia
- Maintenance (1992)
- Doble vida (1998)
- Payback (1999)
- Coyote Ugly (2000)
- Sam the Man (2000)
- The Cooler (2003)
- Auto Focus (2003)
- La finestra secreta (Secret Window) (2004)
- Gràcies per fumar (Thank You for Smoking) (2005)
- The Dark (2005)
- Una història de violència (A History of Violence) (2005)
- Assalt al Districte 13 (2005)
- Flicka (2006)
- World Trade Center (2006)
- Butterfly on a Wheel (2007)
- The Jane Austen Book Club (2007)
- La mòmia: La tomba de l'emperador drac (The Mummy: Tomb of the Dragon Emperor) (2008)
- The Yellow Handkerchief (2008)
- The Private Lives of Pippa Lee (2009)
- Downloading Nancy (2009)
- The Company Men (2010)
- Beautiful Boy (2010)
- Grown Ups (2010)
- Carjacked (2011)
- Sense sortida (Abduction) (2011)
- Touch (2012-2013)
- Prisoners (2013)
- Grown Ups 2 (2013)
- Big Driver, USA (2014)
- Demonic (2015)
- McFarland, USA (2015)
- Lights Out (2016)
- The 5th Wave (La cinquena ona) (2016)
- Gegants menuts (Giant Little Ones) (2018)

## Premis

### Globus d'Or
| Any  | Categoria                                 | Pel·lícula                                        | Resultat |
| ---- | ----------------------------------------- | ------------------------------------------------- | -------- |
| 2006 | Globus d'Or a la millor actriu dramàtica  | Una història de violència (A History of Violence) | Nominada |
| 2004 | Globus d'Or a la millor actriu secundària | The Cooler                                        | Nominada |

### Premis Satellite
| Any  | Categoria                            | Pel·lícula                                        | Resultat  |
| ---- | ------------------------------------ | ------------------------------------------------- | --------- |
| 2005 | Millor Actriu de repartiment - Drama | Una història de violència (A History of Violence) | Candidata |